# (589683) 2010 RF43
2010 RF43, também escrito como 2010 RF43, é um objeto transnetuniano que está localizado no Cinturão de Kuiper, uma região do Sistema Solar. Ele possui uma magnitude absoluta de 4,1 e tem cerca de 666 km de diâmetro. O astrônomo Mike Brown lista este corpo celeste em sua página na internet como um candidato com grande chace de aumentar a lista de planetas anões.

## Descoberta
2010 RF43 foi descoberto no dia 6 de setembro de 2010, pelos astrônomos D. L. Rabinowitz, M. Schwamb e S. Tourtellotte através do Observatório Las Campanas no Chile.

## Órbita
A órbita de 2010 RF43 tem uma excentricidade de 0,254 e possui um semieixo maior de 49,325 UA. O seu periélio leva o mesmo a 36,796 UA do Sol e seu afélio a uma distância de 61,853 UA.